# Lisa Guerrero
Lisa Guerrero est une actrice, animatrice, journaliste sportif et top model américaine née le 8 avril 1964 à Chicago. On l'appelle aussi Lisa Guerrero Coles, Coles étant le nom de son père et Guerrero le nom de sa mère.

## Biographie

### Premières années
Lisa Guerrero est la fille de Walter Coles et de Lucy Guerrero. Sa mère était chilienne et son père américain. Lisa vit son enfance entre San Diego et Huntington Beach en Californie. En 1972, quand Lisa n'a que 8 ans, sa mère meurt. Pour faire face à cette perte, son père lui fait prendre des cours de théâtre ce qui est pour elle une sorte de thérapie. Son père et ses grands-parents l'impliquent dans l'Armée du Salut dont elle est encore aujourd'hui une volontaire active.

### Carrière
Lisa Guerrero commence sa carrière dans les années 1980 comme majorette pour l'équipe de football américain des Los Angeles Rams.  Ensuite, elle devient directrice du divertissement pour l'équipe de football américain des Atlanta Falcons puis pour celle des New England Patriots. À ce jour, c'est la seule femme à avoir occupé ce poste dans des équipes de football américain. Plus tard, en 1998, elle devient une star en jouant dans la série d'Aaron Spelling Sunset Beach.
En 1999, elle est engagée par la chaîne de télévision Fox pour animer plusieurs émissions de divertissement et de sports. Elle anime des divertissements sur le football américain et présente plusieurs shows télés depuis l'Égypte.
En 2003, Lisa Guerrero rejoint la chaîne de télévision ABC pour animer l'émission de foot américain du lundi soir. Ses performances sont critiquées et elle se défend en disant que la production l'oblige à prendre des directions qui ne lui conviennent pas et que si elle avait su elle n'aurait jamais accepté ce poste. C'est pour cela qu'en 2004 elle quitte son poste. 
Alors, le Los Angeles Times recrute Lisa Guerrero, pour écrire dans la colonne des sports du journal, colonne qu'elle écrit toujours aujourd'hui.
En décembre 2005, Lisa Guerrero pose pour plusieurs magazines dont Playboy, FHM, Maxim...
En 2006, elle devient correspondante pour une émission d'info à la télévision. Elle anime aussi plusieurs cérémonies du style des 7 d'Or ou des Césars américains.
En même temps, Lisa Guerrero continue de faire des apparitions dans des séries, et crée avec son mari Scott Erickson une société de production. Leur premier film produit, A Plumm Summer (en) (où Lisa joue), va sortir prochainement en France.

### Vie personnelle
Lisa Guerrero s'est mariée le 3 février 2004 avec l'ancien joueur de baseball Scott Erickson.

Elle vit entre Malibu, en Californie et le lac Tahoe, dans le Nevada.

## Filmographie
- Dans la chaleur de la nuit (1990) Série TV
- Matlock (1991) Série TV
- Batman, le défi (1992) Film
- Seinfeld (1994) Série TV
- Cybill (1996) Série TV
- Menace Toxique (1997) Film
- Frasier (1997) Série TV
- Sunset Beach (1998-1999) Série TV
- Une famille du tonnerre (2003) Série TV
- A Plumm Summer (en) (2007) Film